# Nina Umanez
Nina Dmitrijewna Umanez (russisch Нина Дмитриевна Уманец; * 1. Mai 1956 in Jurkiwka, Oblast Winnyzja) ist eine ehemalige sowjetische Ruderin.  
Die 1,77 m große Nina Umanez von Lokomotive Kiew gewann ihre erste internationale Medaille bei den Weltmeisterschaften 1977, als sie mit dem sowjetischen Achter den zweiten Platz hinter dem DDR-Achter erreichte. Bei den Weltmeisterschaften 1978 ruderte sie in dem sowjetischen Achter, der nach drei Siegen des Bootes aus der DDR den ersten Titel in dieser Bootsklasse für die Sowjetunion gewann. Im Jahr darauf konnte der sowjetische Achter den Titel verteidigen. Bei den Olympischen Spielen in Moskau unterlag der sowjetische Achter gegen den Achter aus der DDR, der bei den Weltmeisterschaften 1978 und 1979 die Silbermedaille gewonnen hatte. Umanez gewann 1981, 1982 und 1983 drei weitere Weltmeistertitel vor dem US-Achter. 